# Bulletin of the Illinois State Laboratory of Natural History
Bulletin of the Illinois State Laboratory of Natural History (abreviado Bull. Illinois State Lab. Nat. Hist.) fue una revista científica con ilustraciones y descripciones botánicas que fue publicada en Estados Unidos desde 1876 hasta 1917. Fue reemplazada por Bull. Illinois Nat. Hist. Surv.